# Myrmarachne pisarskii
Myrmarachne pisarskii este o specie de păianjeni din genul Myrmarachne, familia Salticidae, descrisă de Berry, Beatty, Prószynski, 1996. Conform Catalogue of Life specia Myrmarachne pisarskii nu are subspecii cunoscute.